# Ribes viscosissimum
Ribes viscosissimum är en ripsväxtart som beskrevs av Frederick Traugott Pursh. Ribes viscosissimum ingår i släktet ripsar, och familjen ripsväxter. Utöver nominatformen finns också underarten R. v. viscosissimum.

## Bildgalleri

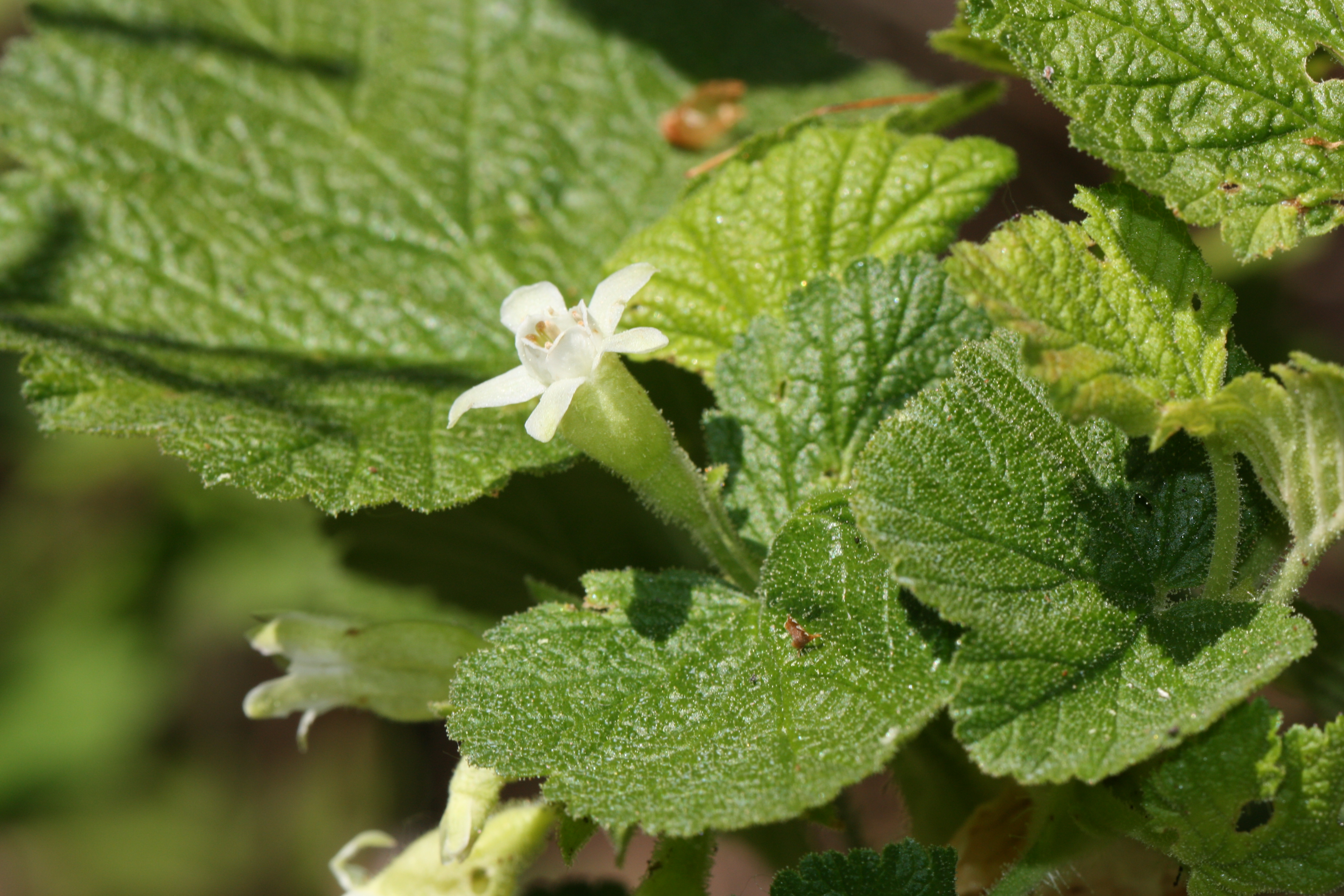
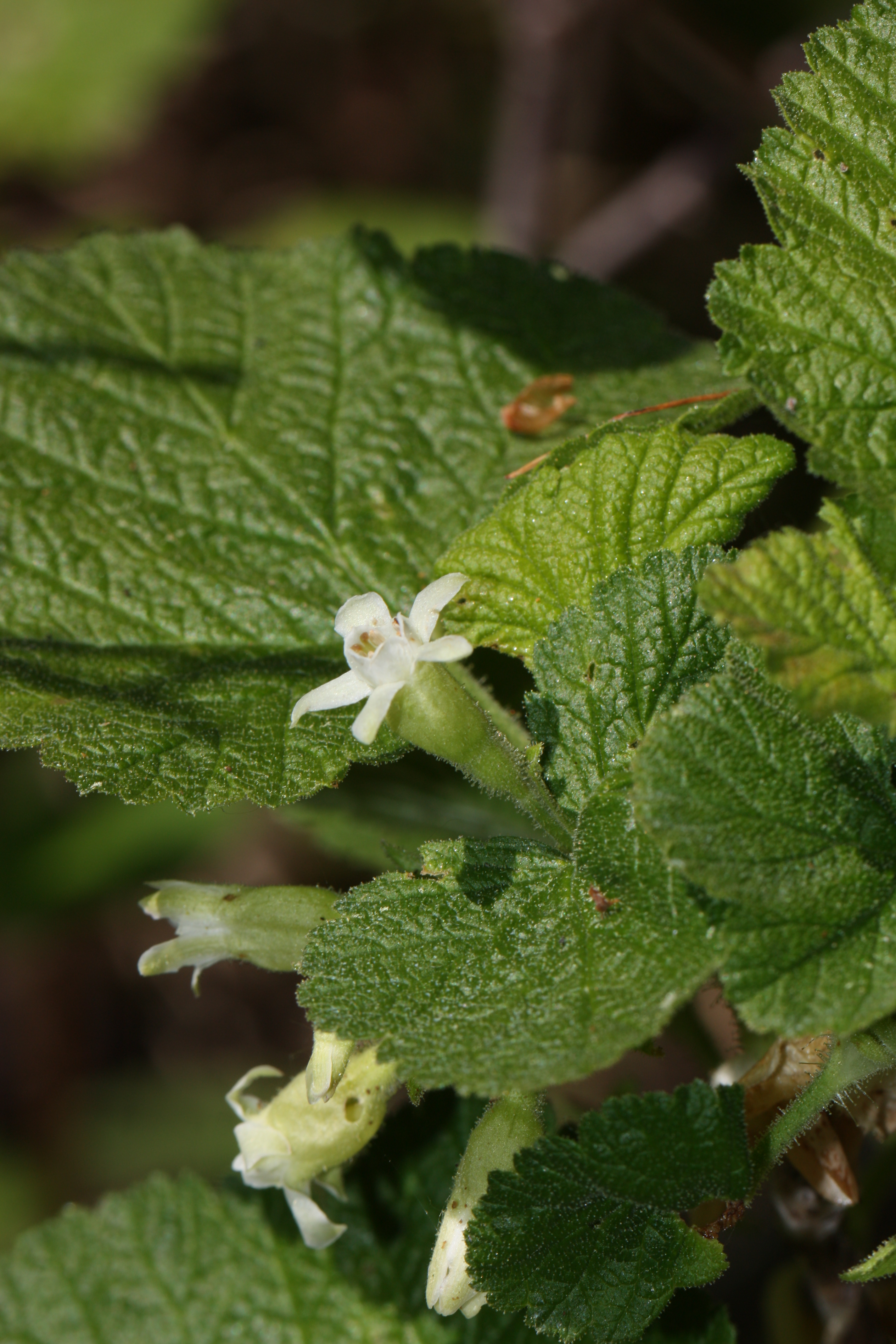
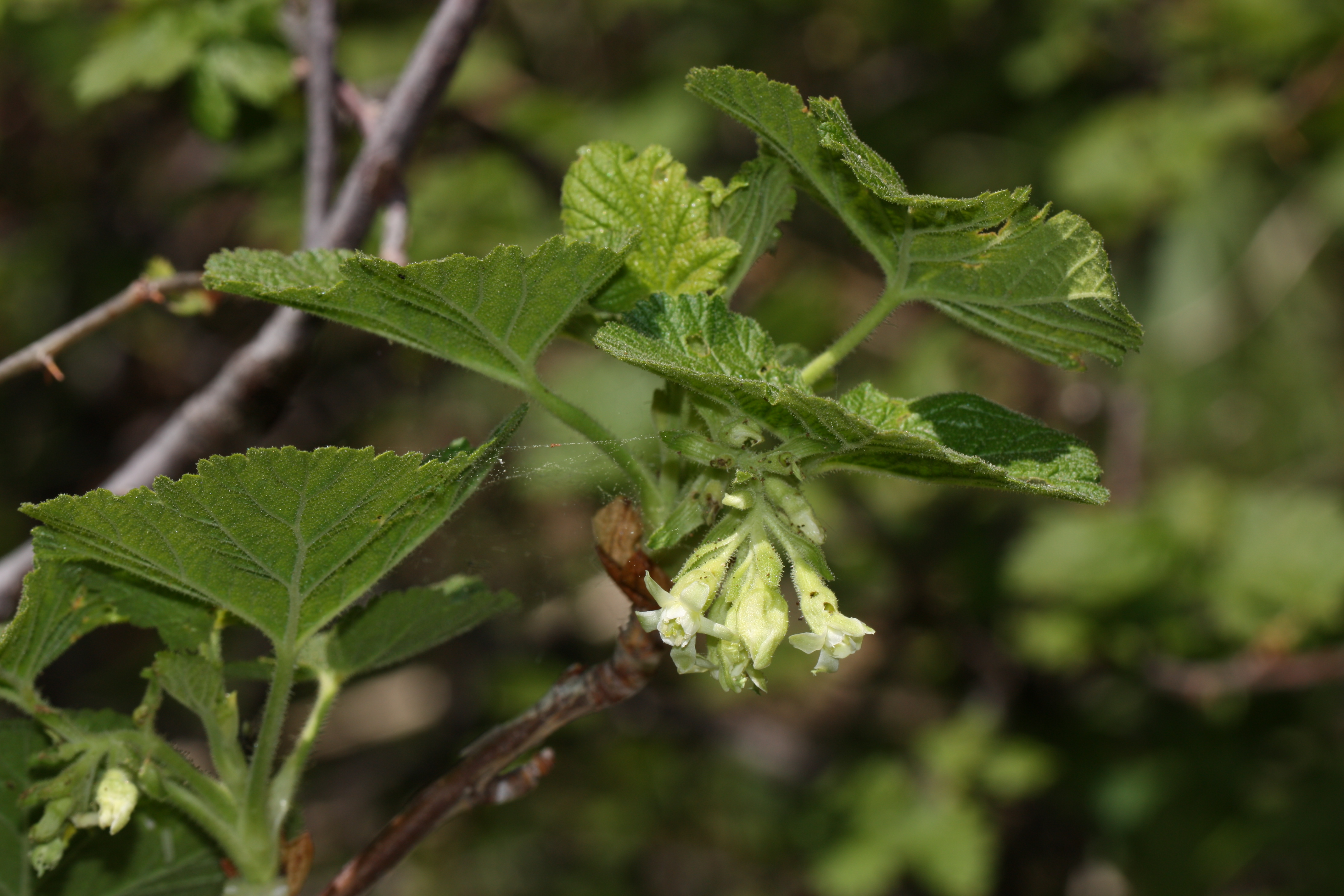
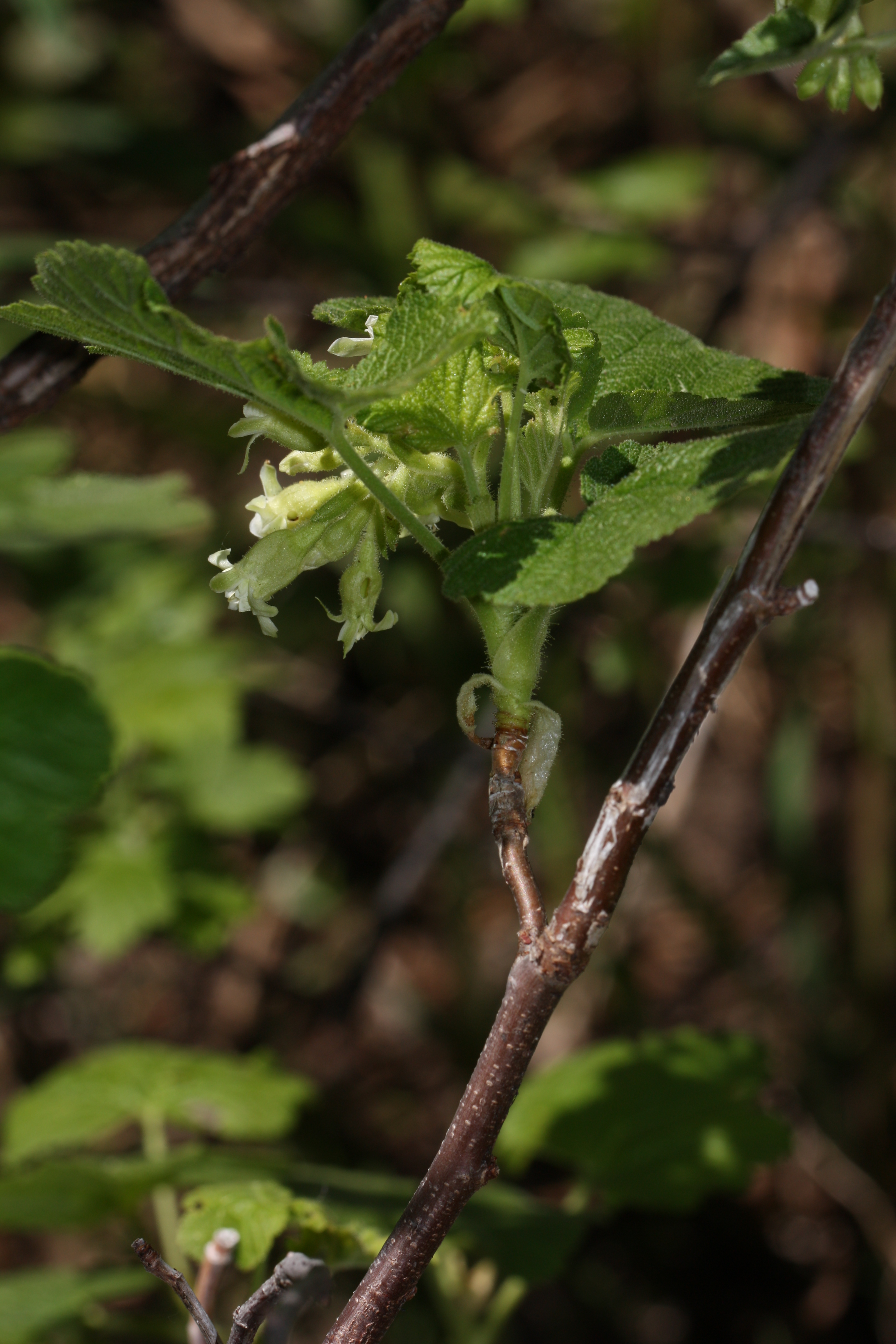
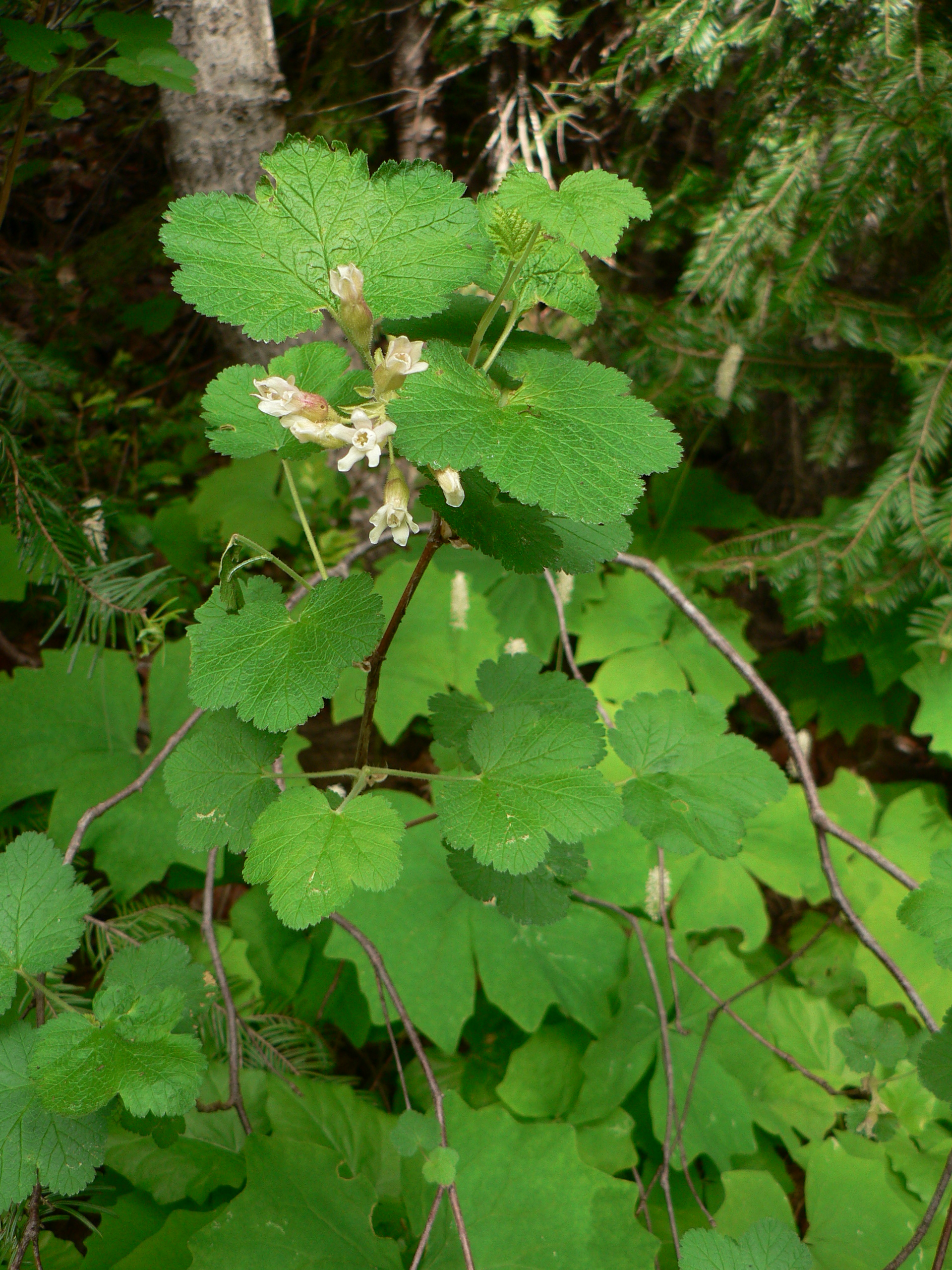
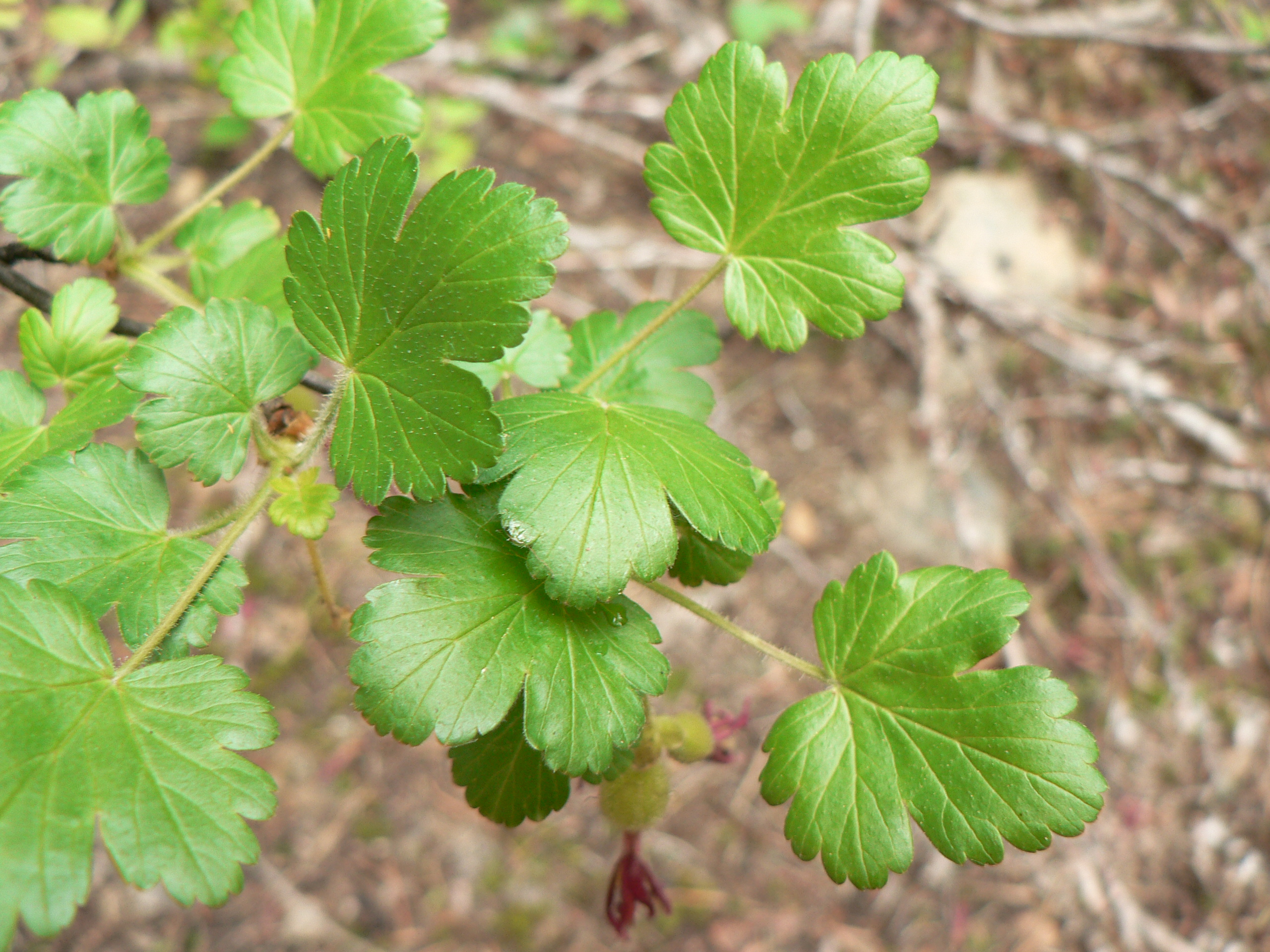